# Federació Catalana d'Handbol
La Federació Catalana d'Handbol (FCH) és l'organisme esportiu que regula la pràctica de l'handbol a Catalunya. D'ella en depèn la selecció catalana d'handbol en categoria absoluta i en les categories formatives. Forma part de la Unió de Federacions Esportives de Catalunya.

## Història
Es va crear el 23 de desembre de 1982 a partir de les federacions catalanes provincials existents. Aquestes federacions provincials s'havien establert l'any 1955 (Barcelona, Girona i Lleida) i el 1956 (Tarragona) com una descentralització de la federació de l'època.

## Presidents

### Pere Sust Arimón(1941-1942)
El 1941 va ser el primer president de la Federació Catalana d'Handbol sota el nom de Federación Regional de Balón a Mano de Cataluña. Sust va ser només un president administratiu, ja que després de la Guerra Civil es va convertir en instructor esportiu de la secció femenina del Frente de Juventudes, especialment de bàsquet femení, i a finals de 1941 li van demanar que encapçalés la Federació Catalana d'Handbol, però només va estar uns mesos en el càrrec, perquè el seu esport era el bàsquet. Va ser jugador i àrbitre de bàsquet. Després va entrenar a l'equip femení de bàsquet del Club Femení d'Esports, i a partir de 1935 al CE Laietà masculí, amb què aquell mateix any es va proclamar campió de Catalunya. El mateix 1935 va formar part de la Junta Directiva de la Federació Catalana de Basquetbol com a tresorer. Cap als anys 50 va tornar a entrar a la Junta Directiva de la Federació Catalana de Bàsquet, primer com a vocal, després com a president del Comitè de Competició i més tard com a president del Comitè Català d'Àrbitres.

### Josep Maria Farré Llavayol (1943-1949)
Va entrar a la federació el 1943 i va engegar les primeres competicions d'handbol a onze, que era el que es practicava en aquella època, i el va mantenir fins al 1948. Quan va arribar al càrrec, a Catalunya només es jugava a handbol al Frente de Juventudes, i per mitjà d'un curset de divulgació que va organitzar als locals d'aquesta entitat va aconseguir captar una desena d'equips, entre ells el FC Barcelona, per posar en marxa el primer Campionat de Catalunya, que es va disputar el 1944 amb victòria de l'equip blaugrana. Un any abans, Barcelona havia acollit, sota l'organització de la Federació Catalana, el Campionat d'Espanya que va guanyar el San Fernando de Sant Sebastià. Una vegada consolidat l'handbol a Catalunya.

### Baldomero Cabré Claramunt (1949-1952)
Va ser nomenat president, quan la federació també tenia competències sobre el voleibol, i va deixar el càrrec el 1952 per les seves discrepàncies amb el president de la Federació Espanyola. El mateix 1952 va crear la secció d'handbol del CF Poble Sec i poc després es va convertir en el principal responsable de la secció d'handbol del FC Barcelona. Era soci des de 1914 del FC Barcelona, a la Junta Directiva del qual també va pertànyer, i el 1946 havia estat el fundador de la Penya Solera, la degana de les penyes del FC Barcelona. També va ser membre de la Junta Directiva, i posteriorment president honorari, de l'Agrupació de jugadors Veterans d'handbol de Barcelona.

### Jose Maria Ceballos Alameda (1952-1956)
Exjugador de futbol, president de l'històric Club Patín i directiu de la Federació Catalana de Bitlles, va presidir la Federació Catalana d'Handbol entre 1952 i 1956. Abans d'arribar al món de l'handbol, va ser a partir del 1946 el president del Club Patín, que va tenir un equip d'hoquei sobre patins que el 1950 es va proclamar campió d'Espanya i, on va donar les seves primeres passes el patinatge artístic a l'estat espanyol i on el 1948 es va disputar el Campionat del Món d'aquest esport. La presidència de la Federació Catalana d'Handbol, però, la va compaginar també amb la vicepresidència segona de la Federació Catalana de Bitlles, a la qual va arribar per la seva amistat amb Joan Amèzaga, vicepresident del Club Patín i propietari de la bolera Club Boliche inaugurada el 1952 a Barcelona.

### José López de Miguel (1956-1964)
Destacat membre de la Falange, va ser president de l'oficialment Federació Provincial de Barcelona però que actuava a tots els efectes com a Catalana des del mes d'octubre de 1956, quan va arribar al càrrec, fins al 23 de maig de 1964, quan va dimitir pel seu enfrontament amb el president de la Federació Espanyola. Després de la Guerra Civil va entrar a la Falange i va ser instructor de la Escuela de Mandos del Frente de Juventudes. Després va ser destinat a Barcelona com a secretari provincial d'aquesta organització juvenil i cap de la seva secció de centres d'ensenyament, càrrecs que va seguir mantenint quan va ser nomenat president i durant tot el seu mandat. Va dimitir de manera irrevocable després que la Federació Espanyola li denegués l'autorització perquè un partit Barcelona-Madrid del Campionat d'Espanya de seleccions provincials es disputés en el Palau d'Esports de Granollers i obligués a què es jugués a la ciutat de Barcelona.

### Joan Piera Seris (1964-1967)
A principis de juliol de 1964, un mes i mig després de la dimissió de José López de Miguel, va ser nomenat president de la Federació Provincial de Barcelona d'Handbol, càrrec que va ocupar fins que el mes de febrer de 1967. Es va vincular com a directiu amb l'hoquei herba perquè el seu fill era porter del FC Barcelona i de la selecció espanyola. El 1955 va entrar a la Junta Directiva de la Federació Catalana de Hockey, de la qual després va ser tresorer i el 1958 vicepresident, càrrec que va ocupar fins al 1961, quan va ser nomenat vocal de la Junta Directiva del FC Barcelona i president de les seccions sota la presidència d'Enric Llaudet. El 1963, quan Narcís de Carreras va accedir a la presidència del Barça, Joan Piera, al marge de ser el president de les seccions, es va convertir en vicepresident. El 1964, quan va ser nomenat president de la Federació Barcelonesa d'Handbol, encara era president de les seccions del Barça, càrrec que va mantenir fins al 1965, i vicepresident del club, lloc que va ocupar fins al 1968. De 1967 a 1968 va ser president de la Federació Espanyola de Patinatge.

### Francesc Alís García (1967-1972)
Va ingressar a la Federació l'any 1960 com a vocal de la Junta Directiva presidida per José López de Miguel, el 1962 va ser nomenat vicepresident i a principis d'abril de 1967 es va convertir en president. El mes de novembre de 1967 també va ser nomenat vicepresident segon de la Federació Espanyola fins que el novembre de 1972 va dimitir de tots els seus càrrecs directius. bans de la seva etapa de directiu havia estat porter d'handbol a onze en el CF Badalona, amb el qual es va proclamar campió de Catalunya el 1952 i subcampió d'Espanya el 1953 en una polèmica final contra el Sant Gervasi, i després en la modalitat a set en la Gimnàstica de Badalona i en el Joventut de Badalona. Posteriorment va ser entrenador del Palautordera, càrrec que va deixar per entrar a la federació com a directiu, i també va fer d'àrbitre.

### Robert Tendero Llofriu (1972-1981)
Va ser president de la Federació Barcelonesa d'Handbol entre 1972 i 1981. Havia entrat el 1964 com a relacions públiques a la Federació Barcelonesa, quan la presidia Joan Piera, dos anys després va accedir al càrrec de vicepresident, també va ser president del Comitè d'Àrbitres i finalment va ser elegit president el mes de novembre de 1972 en substitució de Francesc Alís. A principis de 1981 va deixar la presidència de la Federació Barcelonesa per presentar-se a les eleccions a l'Espanyola, de la qual era el vicepresident, i el mes d'agost d'aquell mateix any va ser elegit president. També va ser president del Comitè Organitzador del Mundial B que es va disputar el mes de febrer de 1979 al Palau Blaugrana de Barcelona. Va presidir també la Penya Blaugrana de Martorell. A principis de 1992, va fitxar per al FC Barcelona com a director de màrqueting i de l'àrea comercial. Va ocupar el càrrec durant deu anys, en què va potenciar el marxandatge, va ampliar la FC Botiga, la venda de productes de la marca Barça es va disparar i va posar en marxa iniciatives com la fira Barçamania.

### Josep Lucas Hernández (1981-1982)
Exàrbitre de la màxima categoria, va substituir Robert Tendero com a president de la Federació Barcelonesa el mes de juliol de 1981 i només va estar set mesos en el càrrec,.
Havia entrat el 1967 a la federació com a vocal del Comitè Provincial d'Àrbitres de Barcelona, i el 1975 es va convertir en el seu president. Durant la seva curta etapa com a president, l'estiu de 1981 es va posar en marxa la primera edició de la Lliga catalana.

### Joaquim Borràs Camps (1982)
Havia començat en el món de l'handbol com a delegat del Col·legi Claret de Barcelona i va entrar a la federació com a responsable de l'esport base i més endavant va ocupar la vicepresidència. Com a vicepresident, es va convertir en el president de la junta gestora que va governar la Federació Barcelonesa fins que, després d'un procés electoral en què va ser l'únic candidat, va ser nomenat oficialment com a president el mes de maig de 1982. L'any 1989 es va integrar en la Junta Directiva de la secció d'handbol del FC Barcelona com a vicepresident.

### Joan Casellas Xirgu(1982-1989)
Exjugador internacional d'handbol a onze i a set i president de la Federació Provincial de Girona entre 1967 i 1982, es va convertir en el primer president de la Federació Catalana quan es va constituir oficialment aquell mateix any i es va mantenir en el càrrec fins al mes de gener de 1990.

### Josep Maria Mesalles Mata (1990-1993)
Era president de la Federació Provincial Barcelonesa d'Handbol des del mes de juny de 1989, però va renunciar al càrrec sis mesos després per presentar-se a la presidència de la Federació Catalana i va presidir la federació fins al juny de 1993, quan va decidir no presentar-se a la reelecció. Poc després de ser elegit president, quan Jesús López Ricondo va accedir a la presidència de la Federació Espanyola, es va convertir en vicepresident de la seva Junta Directiva, però va dimitir del seu càrrec el mes de setembre de 1991 per discrepàncies amb el mateix president.

### Jaume Conejero Romagosa(1993-2005)
Exjugador i entrenador d'handbol i dirigent d'àmplia trajectòria, va ser elegit president de la federació el mes de juliol de 1993 com a candidat únic, va ser reelegit el 1997 i el 2001, i el mes de juny de 2005 va deixar el càrrec i no es va presentar a la reelecció. Durant el seu mandat va crear el Parc Esportiu Guiera a Cerdanyola del Vallès, que va passar a gestionar la federació i mentre va ser president també va ser vicepresident de l'Espanyola. Al mateix temps, també va entrar a la Junta Directiva de la UFEC com a vocal el 1993 i des del 1998 n'ocupa la vicepresidència, va ser vocal del Consell Directiu de l'Associació Catalana de Dirigents de l'Esport i vocal del Consell Directiu de l'Associació Catalana de Gestors Esportius Professionals.

### Tomàs Moral García (2005-2017)
Després de més de trenta anys com a jugador, entrenador i dirigent, va ser elegit president l'11 de juny de 2005. Es va iniciar com a porter del Bosco Navas i als quinze anys va començar a compaginar la tasca de jugador amb la d'entrenador. Després de dos anys a l'equip sènior del Sant Fost (1984 al 1986), es va dedicar només a entrenar, però encara va tornar a posar-se sota els pals el 1989 i el 1990, quan va ser jugador-entrenador del Santa Coloma. Com a tècnic, també va dirigir el Virolai, en tres etapes, i el Seat. Del 1987 al 1989 va ser seleccionador juvenil provincial de Barcelona, del 1990 al 1995 director tècnic de la Federació Catalana, i entre 1995 i 2000 va ocupar la gerència. A finals de desembre de 2008, va ser elegit vicepresident de la federació Espanyola.

### Jaume Fort Mauri(2017-)
President de la Federació Catalana d'Handbol i entrenador de la Federació Romanesa d'handbol. En el passat ha estat president del Sindicat Europeu de Jugadors d'Handbol (EHPU), portaveu de la Comissió d'Atletes de la Federació Internacional d'Handbol i membre de l'Associació d'Esportistes Olímpics.

## Competicions
A més de les competicions de les diverses categories, la Federació Catalana d'Handbol va organitzar entre els anys 1981 i 1997 la Lliga Catalana amb els millors equips catalans.
Des del 1997, i conjuntament amb la Ligue Languedoc Roussillon, organitza la Lliga dels Pirineus amb els dos millors equips de cada federació. A partir de l'any 2000 també es va començar a disputar la Lliga dels Pirineus femenina.
Des de l'any 2008 coorganitza amb les federacions basca i gallega la Copa de les Nacions femenina, una competició de seleccions en forma de quadrangular.